# Medal za Wojnę Secesyjną
Medal za Wojnę Secesyjną (ang. Civil War Campaign Medal) – uważany za pierwsze odznaczenie za udział w działaniach wojennych w historii USA. Nadawany członkom obu armii zaangażowanych w wojnę secesyjną w latach 1861–1865.